# Cosa Brava
Cosa Brava je americká improvizační experimentální hudební skupina. Skupinu založil v březnu 2008 multiinstrumentalista Fred Frith. Skupinu dále tvoří Zeena Parkins (klávesy, akordeon), Carla Kihlstedt (housle), Matthias Bossi (bicí) a The Norman Conquest (zvukové efekty). Skupina dosud vydala dvě alba s názvy Ragged Atlas (2010) a The Letter, obě u švýcarského vydavatelství Intakt Records.